# Queluz de Minas
Vila Real de Queluz de Minas foi a vila precursora da atual cidade Conselheiro Lafaiete, em Minas Gerais, Criada pela Rainha D. Maria I através de ato assinado pelo Visconde de Barbacena.
"A 25 de junho de 1822, a Câmara da Vila Real de Queluz fez uma petição a D. Pedro, Príncipe Regente, no sentido de que mandasse instalar a Câmara de Cortes do Brasil, o que seria um importante passo no sentido da Independência. Muito persuasiva, com trechos em que os queluzianos demonstravam grande brio e coragem, pode ter ajudado a construir no espírito de D. Pedro a ideia que o levou ao grande passo de 7 de setembro de 1822.
A Lei nº 1276 elevou a Real Vila de Queluz à categoria de cidade e em 1872 foi criada a Comarca de Queluz. O nome Conselheiro Lafaiete passou a vigorar a partir de 27 de março de 1934, em homenagem a Conselheiro Lafayette Rodrigues Pereira, quando se comemoravam o centenário de seu nascimento."